# Słowacja na Letniej Uniwersjadzie 2007
Słowację na Letniej Uniwersjadzie w Bangkoku reprezentowało  zawodnik. Słowacy zdobyli pięć medali (1 złoty, 2 srebrne i 2 brązowe).

## Medale

### Złoto
- Zuzana Štefečeková - strzelectwo, trap indywidualnie

### Srebro
- Daniela Pešková - strzelectwo, karabin 3 postawy indywidualnie
- Dana Veldáková - lekkoatletyka, trójskok

### Brąz
- Jozef Hupka - strzelectwo, trap indywidualnie
- Zuzana Štefečeková - strzelectwo, trap podwójny indywidualnie